# Ломки (Тверская область)
Ломки — опустевшая деревня в Лихославльском районе Тверской области.

## География
Находится в центральной части Тверской области на расстоянии приблизительно 22 км на север-северо-восток по прямой от районного центра города Лихославль.

## История
Деревня была отмечена ещё на карте Менде, состояние местности на которой соответствует 1848 году. В 1859 году здесь было учтено 15 дворов. В советское время работал колхоз им. Молотова. Деревня перестала существовать в 1980-е годы. Последние 4 нежилых дома сгорели в 1990 году. До 2021 деревня входила в Сосновицкое сельское поселение Лихославльского района до его упразднения.

## Население
Численность населения: 145 человек (1859 год), 0 как в 2002 году, так и в 2010.